# Marc Krasner
Marc Krasner (1912 — Paris, 13 de maio de 1985) foi um matemático francês natural da Rússia. Trabalhou com teoria algébrica dos números.
Em 1958 recebeu o Prêmio Paul Doistau-Émile Blutet da Académie des Sciences.